# Nyainqêntanglha Feng
Nyainqêntanglha Feng (kinesiska: 念青唐古拉峰) är ett berg i Kina. Det ligger i den autonoma regionen Tibet, i den sydvästra delen av landet, omkring 97 kilometer nordväst om regionhuvudstaden Lhasa. Toppen på Nyainqêntanglha Feng är 7 162 meter över havet.
Nyainqêntanglha Feng är den högsta punkten i trakten. Runt Nyainqêntanglha Feng är det mycket glesbefolkat, med 5 invånare per kvadratkilometer. Det finns inga samhällen i närheten. Trakten runt Nyainqêntanglha Feng består i huvudsak av gräsmarker.
Genomsnittlig årsnederbörd är 722 millimeter. Den regnigaste månaden är juli, med i genomsnitt 233 mm nederbörd, och den torraste är januari, med 1 mm nederbörd.